# Соса, Марсело
Марсе́ло Фабиа́н Со́са Фари́ас (исп. Marcelo Fabián Sosa Farías; род. 2 июня 1978[…], Монтевидео) — уругвайский футболист, полузащитник.

## Карьера футболиста
Марсело Соса начал карьеру в «Данубио», в 2004 году перешёл в московский «Спартак», который тогда переживал острый кризис и смену поколений футболистов и в руководстве клуба. Уругвайский футболист не смог закрепиться в составе «красно-белых», проведя всего 8 матчей в чемпионате России. Он был продан в мадридский «Атлетико», где стал играть значительно успешнее.
Сезон 2007 года Соса провёл в составе «Насьоналя», а в начале 2008 перешёл в мексиканский клуб «Текос УАГ» (ныне — «Эстудиантес Текос»). В 2010 году — игрок «Пеньяроля». В 2012 году вернулся в «Данубио», где является капитаном команды.
Соса выступал за сборную Уругвая на Кубке Америки 2004.

## Титулы
- Чемпион Уругвая: 2009/10